# Giro del Monte Bianco
Il Giro del Monte Bianco (in francese Tour du Mont-Blanc) è un percorso escursionistico ad anello, lungo circa 170 km, intorno al massiccio del Monte Bianco, tra Italia (Valle d'Aosta), Francia (Alta Savoia e Savoia) e Svizzera (Vallese).

## Caratteristiche

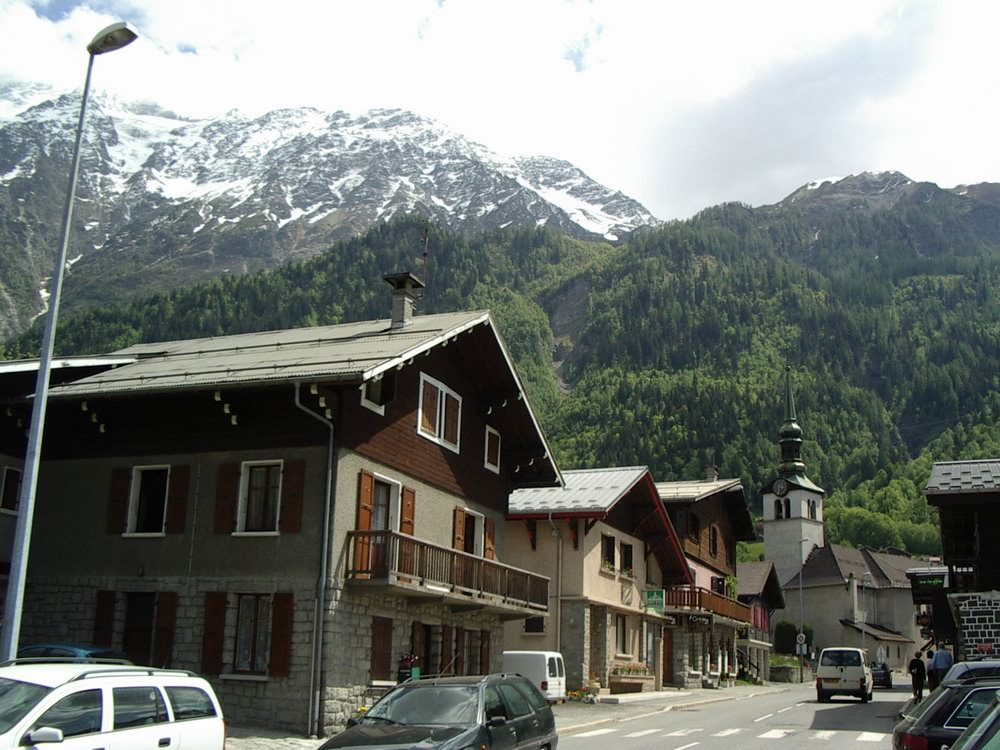
Les Houches

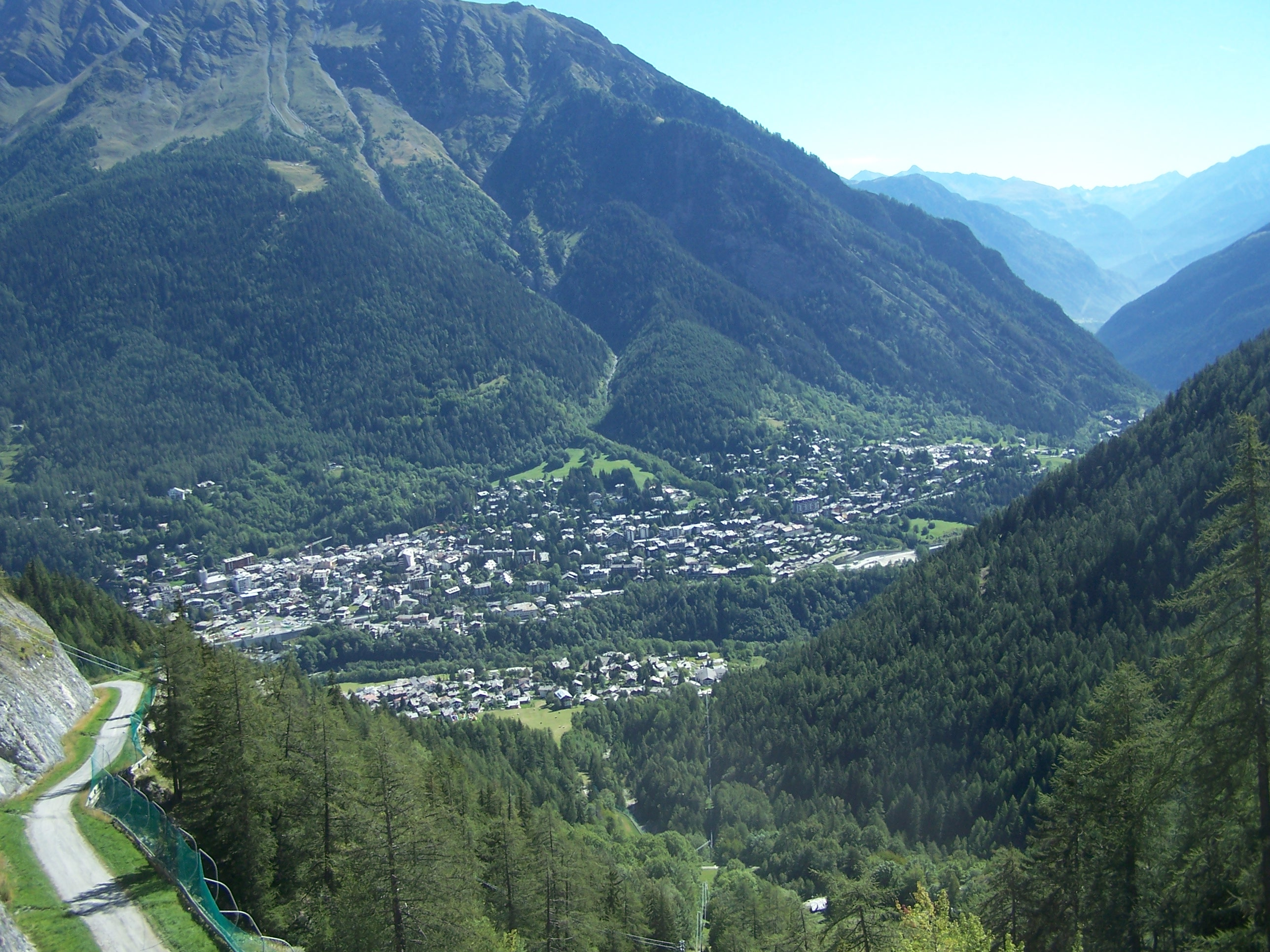
Courmayeur

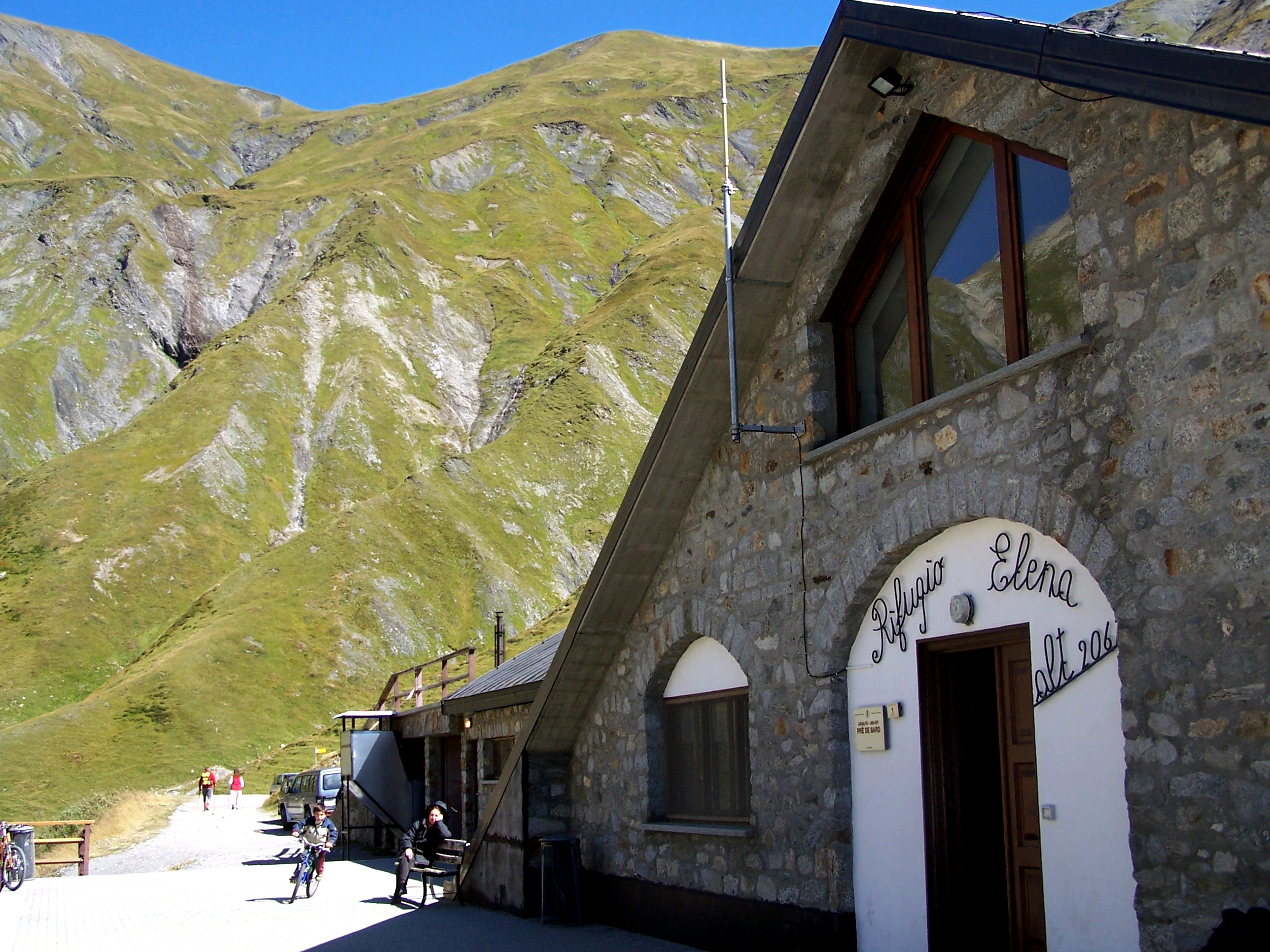
Rifugio Elena

Anche se esistono numerose varianti ed ognuno è libero di percorrere il giro nel verso desiderato, affrontando diversi sentieri, la maggior parte degli escursionisti percorre il TMB in senso antiorario: il percorso tradizionale parte infatti da Les Houches (Francia) passando vicino ai seguenti villaggi: Les Contamines-Montjoie, Courmayeur (Italia), La Fouly (Svizzera), Champex, Le Tour (Francia) e Chamonix-Mont-Blanc; i segnavia sono rombi gialli in Italia e bianco/rossi in Svizzera e Francia a volte accompagnati dalla scritta TMB (Tour du Mont Blanc).

### Tappe
È molto importante preparare una tabella di marcia prevedendo le soste in base alla preparazione fisica, con un dislivello e una lunghezza consoni.
Un possibile elenco delle tappe è il seguente, ma esistono innumerevoli varianti:
| Partenza         | Destinazione     | Kilometri | Ore    | metri salita | metri discesa |
| ---------------- | ---------------- | --------- | ------ | ------------ | ------------- |
| Les Houches      | Refuge du Truc   | 12.8 km   | 4:59   | 1536 m       | 775 m         |
| Refuge du Truc   | La Balme         | 11.4 km   | 3:10   | 544 m        | 601 m         |
| La Balme         | Les Mottets      | 15.9 km   | 4:23   | 1166 m       | 995 m         |
| Les Mottets      | Col de Checrouit | 18.9 km   | 5:34   | 1136 m       | 1038 m        |
| Col de Checrouit | Courmayeur       | 5.78 km   | 1:20   | 88 m         | 796 m         |
| Courmayeur       | Rifugio Bertone  | 4.12 km   | 1:47   | 727 m        | 0 m           |
| Rifugio Bertone  | Rifugio Elena    | 19.5 km   | 5:06   | 1163 m       | 1086 m        |
| Rifugio Elena    | Champex          | 28.2 km   | 7:44   | 1045 m       | 1656 m        |
| Champex          | Le Peuty         | 13.6 km   | 6:01   | 1213 m       | 1274 m        |
| Le Peuty         | Tre-le-Champ     | 15.7 km   | 5:25   | 1219 m       | 1108 m        |
| Tre-le-Champ     | Refuge Flegere   | 7.99 km   | 3:18   | 855 m        | 413 m         |
| Refuge Flegere   | Les Houches      | 19.6 km   | 6:25   | 889 m        | 1773 m        |
|                  |                  |           |        |              |               |
| Totali:          | Totali:          | 173.5 km  | 55 ore | 11.603 Metri | 11.895 Metri  |

### L'Ultra Trail Mont Blanc
Ad agosto viene organizzato Ultra-Trail du Mont-Blanc, una gara di corsa attorno al Monte Bianco, in cui gli atleti devono percorrere il giro del Monte Bianco in una sola tappa e con un tempo limite di 46 ore e 30 minuti, attraversando tre nazioni.